# Ženklava
Ženklava (niem. Senftleben) – gmina w Czechach, w powiecie Nowy Jiczyn, w kraju morawsko-śląskim. Według danych z dnia 1 stycznia 2012 liczyła 1044 mieszkańców. 

## Geografia
Miejscowość położona jest na wysokości 336 m n.p.m. na Pogórzu Morawsko-Śląskim, przy drodze około 3 km na południe od Štramberka dalej do Veřovic, w dolinie potoku Sedlničky, prawym dopływie Odry.

## Historia
Okolice Ženklavy zostały skolonizowane w XIV wieku. Pierwsza wzmianka pochodzi z 1411 (Zenklab). Początkowo wieś miała charakter czeski, co można wywnioskować z zapisu jej nazwy, np. w latach 1482 – 1524 jako Ženkleb, w 1567 pojawiła się niemiecka nazwa Senfflaben. Związane to było z tym, że wieś została w pierwszej połowie XVI wieku spustoszona i na nowo zasiedlona osadnikami niemieckimi. Miejscowy murowany kościół wzmiankowano w 1512, w którym w latach 1570 – 1625 nabożeństwa wygłaszali duchowni protestanccy. Zakazali tego nowojiczyńscy jezuici w 1624. W 1692 urodził się tu Christian David. Ponownie siedzibą parafii katolickiej miejscowość stała się po 1784. Nowy kościół wybudowano w 1857 roku. Według austriackiego spisu ludności z 1900 roku wieś miała 911 mieszkańców, z czego 845 niemiecko- a 69 czeskojęzycznych, przeważnie katolików (907).
30 września 1938 układ monachijski przyznał Niemcom Kraj Sudetów z Ženklavą jako najdalej na południowy wschód położoną miejscowością.

## Postaci
- Christian David, czołowa postać ruchu braci morawskich.